# Agua Blanca
Agua Blanca è un comune del Guatemala facente parte del dipartimento di Jutiapa.